# 12553 Aaronritter
12553 Aaronritter eller 1998 QZ46 är en asteroid i huvudbältet som upptäcktes den 17 augusti 1998 av LINEAR i Socorro County, New Mexico. Den är uppkallad efter Aaron M. Ritter.
Asteroiden har en diameter på ungefär 3 kilometer.